# Rau lắc
Rau lắc hay nang cự đài (danh pháp: Beccarinda tonkinensis) là một loài thực vật có hoa trong họ Tai voi. Loài này được (Pellegr.) B.L.Burtt miêu tả khoa học đầu tiên năm 1955.